# Pagodatrochus variabilis
Pagodatrochus variabilis is een slakkensoort uit de familie van de Trochidae.> De wetenschappelijke naam van de soort werd voor het eerst geldig gepubliceerd in 1873 door H. Adams als Minolia variabilis.